# Kissaki
Le kissaki (切っ先) est un terme japonais désignant la pointe d'un katana ou d'un iaito.

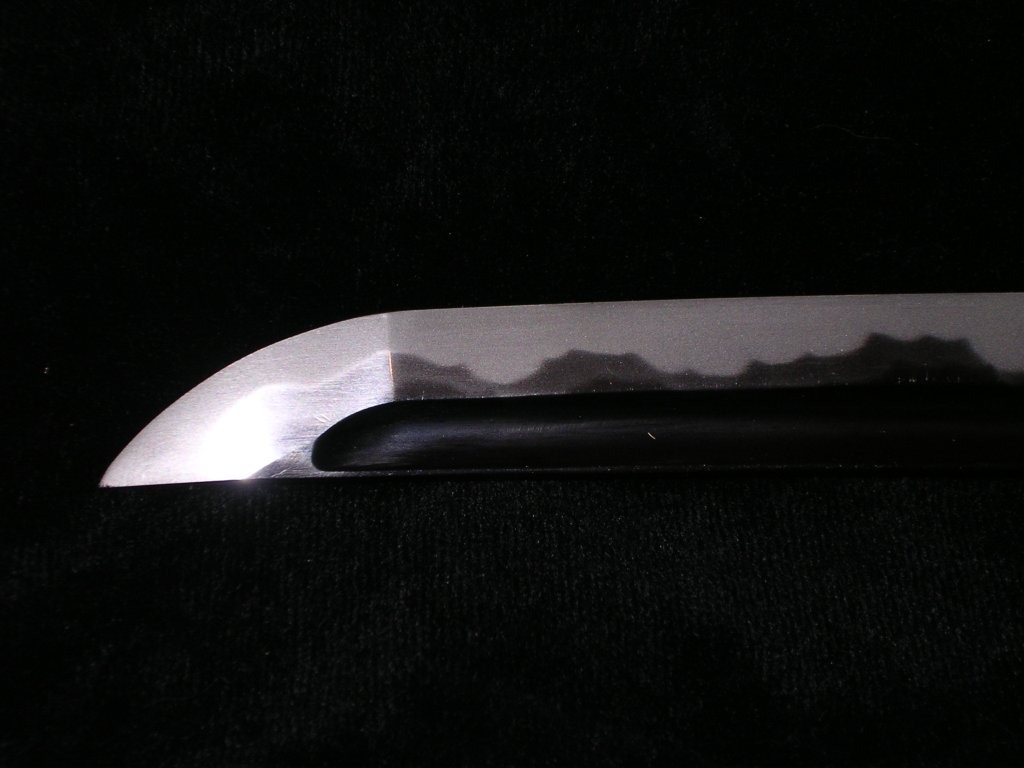
Le kissaki d'un sabre japonais